# حديث الصباح (برنامج)
حديث الصباح برنامج صباحي منوع سابق قدم على شاشة قناة الجزيرة ضمن عرضها الإخباري الجزيرة هذا الصباح ويعاد في وقت لاحق.
بدأ البرنامج كفقرة قصيرة تقدم داخل العرض الصباحي الجزيرة هذا الصباح مع بداية الإطلالة الجديدة للجزيرة في منتصف حزيران/يونيو 2005
تقدمها مذيعة مستقلة بالمشاركة مع مذيع الأخبار، قدمتها في البداية منى سلمان، ليتم تقديم مواضيع ثقافية واجتماعية وإنسانية من خلالها من
خلال عرض تقرير عن الموضوع وإثارة نقاش حوله مع ضيف أو أكثر.
طرح البرنامج العديد من القضايا التي تهم الأسرة العربية والشباب وكان جزءاً من تغطية حرب تموز 2006 من خلال تقديم زوايا غير سياسية
مثل حماية الآثار في وقت الحرب، طرق تعامل المدنيين مع الألغام، الصعوبات التي تواجه جهود الإغاثة، دور بيروت في الثقافة العربية وتحليل
خطاب المتحدثين الإسرائبيين في وسائل الإعلام العربية.
كما ألقى البرنامج الضوء على مواضيع لم تكن معروفة بشكل كبير للمشاهد العربي في ذلك الوقت مثل: المدونون ومرض التوحد عند الأطفال.
تم تمديد زمن الفقرة ثم تحولت إلى برنامج مستقل له إعادة منذ عام 2007.
```
تناوب على تقديم البرنامج:
```

- منى سلمان 2005- حتى الآن
- جلنار موسى 2005- حتى الآن
- ربى خليل 2007
- روزي عبده 2007
- هبة الغمراوي 2008
- زينة زيدان 2008